# Крекінг-установки Тріунфо
Крекінг-установки Тріунфо — складові частини потужного нафтохімічного майданчику в південному бразильському штаті Ріу-Гранді-ду-Сул.
У 1982-му біля Тріунфо почала роботу установка парового крекінгу потужністю 450 тисяч тонн етилену на рік. У 1991-му цей показник підвищили на 100 тисяч тонн, а в 1997-му довели до 685 тисяч тонн. Невдовзі тут же запустили другу установку, здатну продукувати ще 400 тисяч тонн зазначеного олефіну. Модернізація піролізного виробництва тривала й далі, отож станом на середину 2010-х воно вже мало сукупну потужність по етилену 1252 тисячі тонн. Як сировину установки використовують газовий бензин, що дає змогу одночасно продукувати інші ненасичені вуглеводні — пропілен (660 тисяч тонн), бутадієн (209 тисяч тонн), 1-бутен (60 тисяч тонн, використовується як кополімер). Крім того, на майданчику випускають 179 тисяч тонн етилтретбутилового етеру, для чого необхідний ізобутилен (та етанол).
Етилен і пропілен використовуються на цьому ж майданчику для полімеризації у поліетилен низької та високої щільності (загальна потужність п'яти ліній 1225 тисяч тонн) та поліпропілен (740 тисяч тонн). Крім того, споживачем етилену виступає завод стирену компанії Videolar-Innova, який станом на 2017 рік мав потужність 260 тисяч тонн із запланованим збільшенням до 420 тисяч тонн. Також у Тріунфо діє виробництво етиленпропілендієнового каучуку (EPDM) компанії LANXESS, здатне продукувати за рік 40 тисяч тонн цього еластомеру. Що одним покупцем, але цього разу фракції С4, виступає Oxiteno, котрій необхідна сировина для виробництва метилетилкетону (бутанону) потужністю 42 тисяч тонн.
На додачу до етилену, отриманого шляхом піролізу вуглеводнів, з 2010 року майданчик у Тріунфо продукує 200 тисяч тонн цього олефіну шляхом дегідратації етанолу (останній у великих обсягах виробляється бразильською цукровою промисловістю).